# Lalla Rookh (gedicht)
Lalla Rookh is een oriëntaalse romance van de Ierse dichter Thomas Moore uit 1817. Het werk bestaat uit vier verhalende gedichten met een verbindend verhaal in proza.

## Titel
De titel is ontleend aan de naam van de heldin van de raamvertelling, de dochter van de 17e-eeuwse keizer Aurangzeb. De naam Lalla Rookh of Lala-Rukh betekent tulpenwang en is een vertedering die vaak wordt gebruikt in Perzische poëzie.

## Plot
Lalla Rookh is de dochter van Aurangzeb, de heerser van het Mogolrijk van 1658 tot 1707. Ze is verloofd met de jonge koning van Bukhara, maar wordt verliefd op Feramorz, een dichter uit haar gevolg. Het grootste deel van het werk bestaat uit vier met elkaar verbonden verhalen die gezongen worden door de dichter: The Veiled Prophet of Khorassan, Paradise and the Peri, The Fire-Worshipers en The Light of the Harem. Wanneer Lalla Rookh het paleis van haar bruidegom binnengaat, valt ze in zwijm bij het geluid van een bekende stem. Ze wordt wakker van vervoering en ontdekt dat de dichter van wie ze houdt niemand minder is dan de koning met wie ze verloofd is.